# Manucodia
Chi Manucodia (Boddaert, 1783) gồm 5 loài thuộc họ chim thiên đường có kích thước cơ thể trung bình, bộ lông hai màu tím than và xanh (gần giống màu xanh và tím ở cổ vịt). Hiện tại, chúng không có tên gọi tương ứng trong tiếng Việt.
Chi này phân bố chủ yếu trong các cánh rừng vùng đất thấp phía đông bắc Australia, đảo New Guinea và nhiều quần đảo gần đó, các cá thể trong bầy rất chung thủy, chỉ ghép đôi một lần và là đồng hình giới tính.
Tên gọi Manucodia có nguồn gốc từ tiếng Java "manuk dewata"; trong đó "manuk" nghĩa là chim và "dewata" nghĩa là chúa trời hay thần. Manucodia là một chi của họ Paradisaeidae.

## Các loài
- Manucode lông bóng, Manucodia atra
- Manucode đảo Jobi, Manucodia jobiensis
- Manucode vòng lông cổ nhăn, Manucodia chalybata
- Manucode mào quăn, Manucodia comrii
- Manucode trumpet, Manucodia keraudrenii, đồng nghĩa: Phonygammus keraudrenii